# Estádio do Restelo
Das Estádio do Restelo ist ein Fußballstadion mit Leichtathletikanlage im Stadtteil Belém der portugiesischen Hauptstadt Lissabon. Es ist die Heimspielstätte des Clubs Belenenses Lissabon.

## Geschichte
Es wurde offiziell am 23. September 1956 eröffnet und fasst seit der Renovierung im Jahr 2004 insgesamt 19.856 Zuschauer, denen auf drei Seiten überdachte Tribünen zur Verfügung stehen. Die Südkurve besteht nur aus niedrigen Rängen, die Anlage ist zum Meer bzw. zum Tejo hin offen. Das Stadion, das beim Anflug auf dem Flughafen vom Meer her gut zu sehen ist. Die türkisblaue Kunststoffbahn umschließt das 105 × 70 Meter großes Spielfeld.
Im Mai 2014 war das Stadion Austragungsort des Endspiels der UEFA Women’s Champions League 2013/14.